# Base aerea di Tel Nof
La base aerea di Tel Nof ,(in ebraico:  עברית ; in inglese: Tel Nof Israeli Air Force Base) , nota in Israele anche come Air Force Base 8, è una delle tre principali basi aeree della Israeli Air Force. Tel Nof si trova nei pressi della "città della scienza" Rehovot nella parte centrale di Israele. Venne fondata durante il Mandato britannico della Palestina come RAF Aqir ed è stata la principale base della Royal Air Force in Palestina per molti decenni. Durante la guerra arabo-israeliana del 1948, gli venne dato il nome Base Aerea Ekron. Oggi Tel Nof ospita alcuni squadroni di caccia-bombardieri ed elicotteri. Alcune unità speciali delle Israel Defense Forces hanno la base operativa qui, includendo l'Unit 669 (airborne combat search and rescue) e il centro di addestramento dei paracadutisti. Tel Nof era la sede dell'accademia di volo della IAF fino all'aprile del 1966 quando venne trasferita alla Hatzerim Airbase.
Alcuni analisti militari sostengono che molte armi nucleari di Israele sono stoccate dentro oppure attorno alla Tel Nof Airbase. In aggiunta, alcuni sostengono che aerei caccia-bombardieri (in passato F-4 Phantom II e attualmente soprattutto F-15) capaci di trasportare e compiere attacchi con questi carichi nucleari siano stati in stato di allerta 24/24 ore 7/7 giorni per gli ultimi 30 anni.

## Unità
- 106 Squadron F-15C/D
- 114 Squadron CH-53
- 118 Squadron CH-53
- 133 Squadron F-15C/D
- Flight Test Center
- Unit 669, COMBATSAR (search & rescue aerotrasportato da combattimento).
- Centro addestramento paracadutisti
- Depositi di bombe nucleari aviolanciabili (dal deposito di Tirosh)